# Rafael Mayoral
Rafael Mayoral Perales, né le 26 mars 1974, est un homme politique espagnol membre de Podemos.
Il est élu député de la circonscription de Madrid lors des élections générales de décembre 2015.

## Biographie

### Profession
Rafael Mayoral Perales est titulaire d'une licence en droit. Il est avocat.

### Carrière politique
Le 20 décembre 2015, il est élu député pour Madrid au Congrès des députés et réélu en 2016.